# Abschäumer

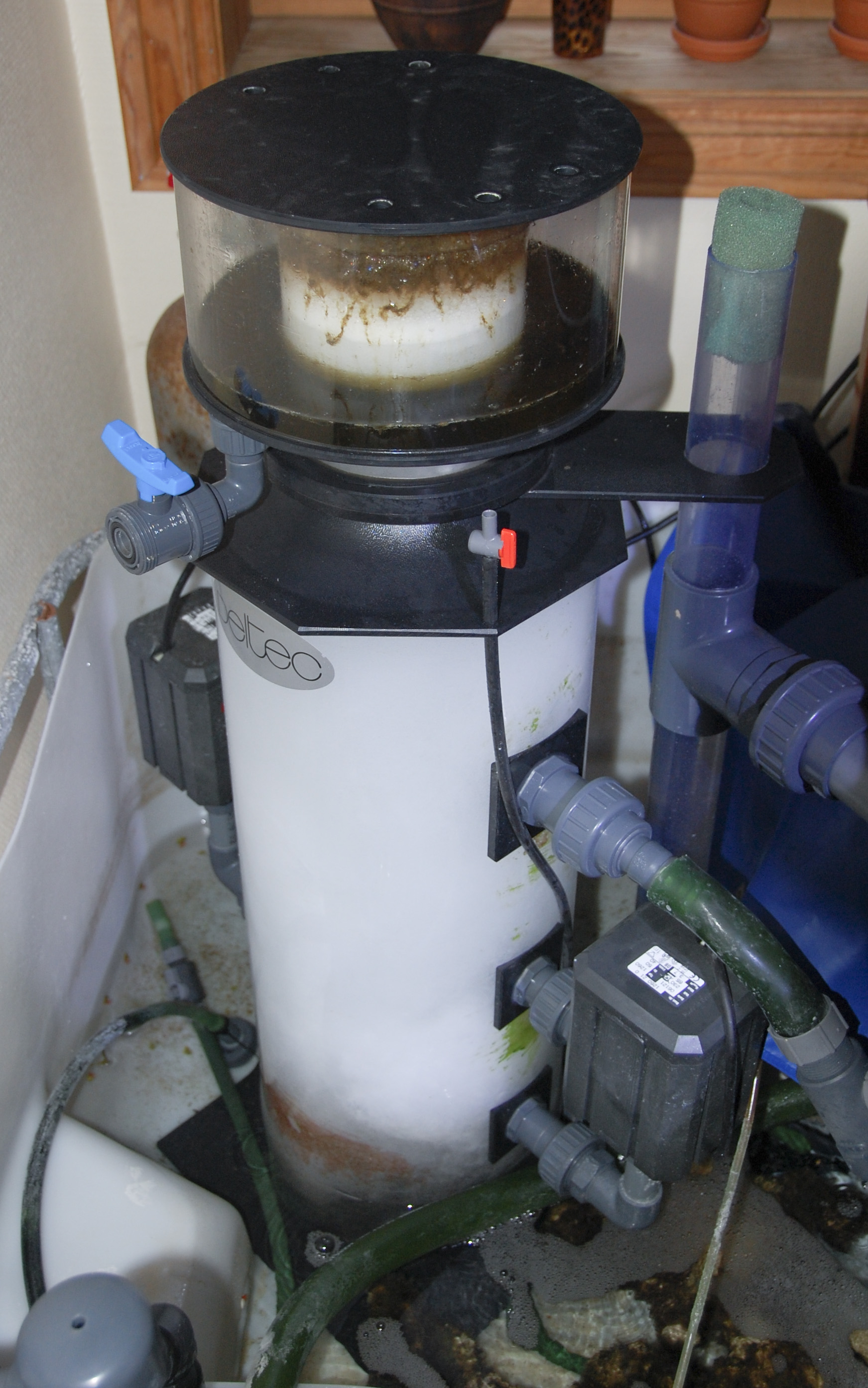
Externer Eiweißabschäumer eines Meerwasseraquariums

Ein Abschäumer ist ein Gerät zur Wasseraufbereitung, 
das dem Wasser eines geschlossenen Systems vor allem organische Abfallstoffe und angelagerte Substanzen in Form von Lipiden, Harnsäure, Peptide und Aminosäuren auf physikalische Weise entzieht. 
Dazu wird in ein Rohr feinperlige Luft eingeblasen, an deren nach oben steigenden Bläschen sich Moleküle durch Adhäsion anlagern. Oft wird diese Funktion zusätzlich durch den Gegenstromeffekt verstärkt. Oben im Rohr bildet sich ein Schaum, der immer zäher wird, bis er in einen Schaumtopf abgeschieden wird. Diese Technik der Eiweißabschäumung entstand aus der Flotation und wurde ursprünglich in der Abwasseraufbereitung eingesetzt. 
Es gibt pumpenbetriebene Abschäumer und luftbetriebene Abschäumer. Im Fachhandel sind Geräte mit einer Leistung von 25 mg/h bis hin zu 400 mg/h erhältlich.
Ursprünglich wurden Abschäumer in Meerwasseranlagen wie etwa Meerwasseraquarien benutzt. Da es neuerdings möglich ist, in Süßwasser Proteine abzuschäumen, werden Abschäumer auch in Teichanlagen betrieben.
Unabhängig davon, welche Technik für die Erzeugung von Luftblasen eingesetzt wird, gibt es für Aquarien drei unterschiedliche Montagetypen.
- Steht ein Technikbecken zur Verfügung, bietet es sich an, einen Innenabschäumer zu betreiben, alternativ auch in einem normalen Becken, wobei man dabei Mindest- und Maximalwasserstand beachten muss.
- Viele Abschäumer, vor allem die für Systeme > 1000 Liter, werden als Außenabschäumer betrieben, so dass es einen Schlauch für den Zulauf und das Abwasser gibt.
- Hang-On-Abschäumer bzw. Abschäumer zum Einhängen sind für kleine bis mittelgroße Systeme bis 700 Liter gut geeignet, da sie einfach am Haupt- oder Technikbecken eingehängt werden können und damit eine bequeme und schnelle Montagemöglichkeit bieten.

Durch Zugabe von Ozon mittels eines Ozongenerators lässt sich die Effizienz eines Abschäumers um ein Vielfaches steigern. Die Eiweißverbindungen werden durch die Höherwertigkeit des Ozons im Vergleich zum Sauerstoff wesentlich schneller aufgespalten und somit aus dem Wasserkreislauf entfernt. Ozonisatoren mit einer Leistung von 25 bis 200 mg/h sind für Meerwasseraquarien bis 1000 Liter Inhalt (je nach Fischbesatz und Redoxpotential) vollkommen ausreichend. Ozonisatoren mit einer Leistung von 300 bis 400 mg/h und mehr kommen überwiegend in großen Schauaquarien oder Fischzuchtanlagen zum Einsatz. 
In Aquarien wird eine Ozonierung jedoch eher selten vorgenommen, da Abschäumer meist ohne Zusätze ausreichend wirksam sind und das Ozon auch Nachteile mit sich bringen kann.